# Dragana Lazarević
Dragana Lazarević (serbo: Драгана Лазаревић; Prilepac, 1371 – Nicopoli, 1395) è stata una principessa serba e imperatrice consorte di Bulgaria come moglie di Ivan Šišman di Bulgaria.

## Biografia
Dragana Lazarević nacque intorno al 1371 a Prilepac, nella Serbia Moravica, figlia dello zar Lazar Hrebeljanović e della principessa Milica. Prendeva il nome da sua zia, moglie del nobile bulgaro Musa. 
Intorno al 1386 venne data in sposa allo zar bulgaro Ivan Šišman, vent'anni più grande di lei e di cui fu la seconda moglie, nell'ambito di una politica paterna di alleanze matrimoniali coi sovrano balcanici contro l'Impero ottomano. Tuttavia, nel 1389 la coalizione serba venne sconfitta dagli ottomani nella battaglia di Piana dei Merli e l'anno dopo una delle sorelle di Dragana, Maria Olivera, dovette sposare il sultano ottomano, Bayezid I. 
Non è noto nulla del suo periodo come imperatrice consorte, tuttavia si ipotizza che possa essere la madre dei due figli di Ivan, Alessandro, che si arrese all'invasione degli ottomani e si convertì all'Islam col nome Iskender, e Fruzhin, che invece ne fu uno strenuo oppositore. 
Si stima che Dragana morì a Nicopoli, in Bulgaria nel 1395, nello stesso luogo e anno del marito, ma è ignota la data precisa e se morì di morte naturale o piuttosto, come Ivan, giustiziata in seguito all'invasione ottomana.